# American Ghost Dance
"American Ghost Dance" är en låt av Red Hot Chili Peppers från deras album Freaky Styley som släpptes 1985. Det är den tredje låten på skivan och den släpptes som singel. I sina memoarer "Scar Tissue" skriver sångaren Anthony Kiedis att han är avlägset besläktad med en indianstam, något som denna låt har härstammat ifrån.
Artikeln är, helt eller delvis, en översättning av motsvarande arikel på en:wikipedia.